# 中谷進之介
中谷 進之介（なかたに しんのすけ、1996年3月24日 - ）は、千葉県佐倉市出身のプロサッカー選手。Jリーグ・ガンバ大阪所属。ポジションはディフェンダー（センターバック）。元日本代表。

## 来歴

### プロ入り前
小学校1年生で、間野台サッカークラブでサッカーを始めた。小学4年時から柏レイソルの下部組織に加入。高校2年時の2012年には、チームで唯一の2年生レギュラーとして第36回日本クラブユースサッカー選手権 (U-18)大会を勝ち抜き、クラブ史上初の優勝を達成したほか、第92回天皇杯2回戦で大会史上初となるトップチームと下部組織の「兄弟対決」を実現させた。翌年は柏レイソルU-18の主将に就任し、7月にはトップチームに2種登録された。

### 柏レイソル
2014年、トップチームに昇格。AFC U-19選手権2014の遠征から帰国直後の10月22日、J1第29節ガンバ大阪戦で初出場を果たすと、第31節徳島ヴォルティス戦から4試合連続でスターティングメンバーに抜擢され、シーズン終盤の7連勝に貢献した。
翌年はリーグ戦3試合の出場に留まったが、2016年は開幕からレギュラーに定着し、5月8日のJ1 1stステージ第11節川崎フロンターレ戦でプロ初得点を決めた。シーズン中盤以降は同じ下部組織出身で1学年後輩の中山雄太とセンターバックのコンビを組み、ディフェンスリーダーとして守備陣を統率し、同年のJリーグ優秀選手賞を受賞した。

### 名古屋グランパス
2018年6月20日、名古屋グランパスに完全移籍で加入することが発表された。
2020年シーズンはマッシモ・フィッカデンティ監督の下、2シーズン連続で全試合フル出場し、CBのコンビを組む丸山祐市とGKのランゲラックを含めたトライアングルでリーグ最少の28失点に抑え、2011年以来9年ぶりにACL出場権獲得に貢献した。

### ガンバ大阪
2023年12月21日、ガンバ大阪に完全移籍で加入することが発表された。2024シーズンはフィールドプレイヤーで唯一の全試合フルタイム出場を果たし、昨季リーグ最多タイ61失点の守備陣を再建し、リーグ2番目に少ない35失点の堅守に貢献した。この活躍が評価され、Jリーグ優秀選手賞を受賞し、初のベストイレブンも受賞。またカップ戦含めキャリアハイのシーズン6得点を記録した。

### 日本代表
2011年、U-15日本代表に初選出され、AFC U-16選手権2012 (予選)に参加した。翌年の本大会でもアンカーのポジションで2試合に出場したが、2013 FIFA U-17ワールドカップのメンバーからは落選した。
2014年10月に開催されたAFC U-19選手権2014では、初戦を落とし後がない状況で迎えたグループリーグ第2節ベトナム戦の後半アディショナルタイムに劇的な勝ち越しゴールを挙げ、「死の組」と言われたグループCの首位通過に貢献したものの、準々決勝北朝鮮戦でPK戦の末敗退し、2015 FIFA U-20ワールドカップの出場権は獲得出来なかった。
2016年のリオデジャネイロオリンピックでも本登録メンバーには入れなかったが、メンバー発表会見では監督の手倉森誠からメンバー入りを最後まで悩んだ選手として名前を挙げられ、バックアップメンバーとしてブラジルに帯同した。
2021年3月18日、国際親善試合の韓国代表戦およびFIFAワールドカップ2022カタール・アジア2次予選兼AFCアジアカップ中国2023予選モンゴル代表戦に臨む日本代表に初選出された。
3月30日のモンゴル戦で途中出場し、日本代表デビューを飾る。

## 所属クラブ
- 2002年 - 2004年 間野台サッカークラブ (佐倉市立西志津小学校)
- 2005年 - 2007年 柏レイソルU-12 (佐倉市立西志津小学校)
- 2008年 - 2010年 柏レイソルU-15 (佐倉市立西志津中学校)
- 2011年 - 2013年 柏レイソルU-18 (千葉県立柏中央高等学校)
  - 2013年 柏レイソル (2種登録選手)
- 2014年 - 2018年6月  柏レイソル
- 2018年6月 - 2023年  名古屋グランパス
- 2024年 -  ガンバ大阪

## 個人成績
| 国内大会個人成績 | 国内大会個人成績 | 国内大会個人成績 | 国内大会個人成績 | 国内大会個人成績 | 国内大会個人成績 | 国内大会個人成績 | 国内大会個人成績 | 国内大会個人成績 | 国内大会個人成績 | 国内大会個人成績 | 国内大会個人成績 |
| 年度             | クラブ           | 背番号           | リーグ           | リーグ戦         | リーグ戦         | リーグ杯         | リーグ杯         | オープン杯       | オープン杯       | 期間通算         | 期間通算         |
| 年度             | クラブ           | 背番号           | リーグ           | 出場             | 得点             | 出場             | 得点             | 出場             | 得点             | 出場             | 得点             |
| 日本             | 日本             | 日本             | 日本             | リーグ戦         | リーグ戦         | リーグ杯         | リーグ杯         | 天皇杯           | 天皇杯           | 期間通算         | 期間通算         |
| ---------------- | ---------------- | ---------------- | ---------------- | ---------------- | ---------------- | ---------------- | ---------------- | ---------------- | ---------------- | ---------------- | ---------------- |
| 2012             | 柏U-18           | 20               | -                | -                | -                | -                | -                | 2                | 0                | 2                | 0                |
| 2014             | 柏               | 32               | J1               | 5                | 0                | 0                | 0                | 0                | 0                | 5                | 0                |
| 2015             | 柏               | 20               | J1               | 3                | 0                | 0                | 0                | 2                | 0                | 5                | 0                |
| 2016             | 柏               | 4                | J1               | 31               | 2                | 3                | 0                | 3                | 0                | 37               | 2                |
| 2017             | 柏               | 4                | J1               | 30               | 0                | 2                | 0                | 3                | 0                | 35               | 0                |
| 2018             | 柏               | 4                | J1               | 7                | 0                | -                | -                | 0                | 0                | 7                | 0                |
| 2018             | 名古屋           | 20               | J1               | 17               | 0                | -                | -                | 1                | 0                | 18               | 0                |
| 2019             | 名古屋           | 20               | J1               | 34               | 1                | 5                | 0                | 0                | 0                | 39               | 1                |
| 2020             | 名古屋           | 4                | J1               | 34               | 0                | 4                | 0                | -                | -                | 38               | 0                |
| 2021             | 名古屋           | 4                | J1               | 37               | 2                | 5                | 0                | 3                | 1                | 45               | 3                |
| 2022             | 名古屋           | 4                | J1               | 33               | 2                | 8                | 0                | 2                | 0                | 43               | 2                |
| 2023             | 名古屋           | 4                | J1               | 33               | 1                | 8                | 0                | 3                | 0                | 44               | 1                |
| 2024             | G大阪            | 20               | J1               | 38               | 4                | 0                | 0                | 6                | 2                | 44               | 6                |
| 2025             | G大阪            | 20               | J1               |                  |                  |                  |                  |                  |                  |                  |                  |
| 通算             | 日本             | 日本             | J1               | 302              | 12               | 35               | 0                | 23               | 3                | 350              | 15               |
| 通算             | 日本             | 日本             | 他               | -                | -                | -                | -                | 2                | 0                | 2                | 0                |
| 総通算           | 総通算           | 総通算           | 総通算           | 302              | 12               | 35               | 0                | 25               | 3                | 362              | 15               |

- 2013年は2種登録選手としての出場はなし。

その他の公式戦
| 2014   | J-22   | -      | J3     | 6  | 0 | 6  | 0 |
| 2015   | J-22   | -      | J3     | 7  | 0 | 7  | 0 |
| 通算   | 日本   | 日本   | J3     | 13 | 0 | 13 | 0 |
| 総通算 | 総通算 | 総通算 | 総通算 | 13 | 0 | 13 | 0 |

| 国際大会個人成績 | 国際大会個人成績 | 国際大会個人成績 | 国際大会個人成績 | 国際大会個人成績 |
| 年度             | クラブ           | 背番号           | 出場             | 得点             |
| AFC              | AFC              | AFC              | ACL              | ACL              |
| ---------------- | ---------------- | ---------------- | ---------------- | ---------------- |
| 2015             | 柏               | 20               | 5                | 0                |
| 2018             | 柏               | 4                | 6                | 0                |
| 2021             | 名古屋           | 4                | 8                | 1                |
| 2025/26/2        | G大阪            | 20               |                  |                  |
| 通算             | AFC              | AFC              | 19               | 1                |

その他の国際公式戦
- 2018年
  - AFCチャンピオンズリーグ2018・プレーオフ 1試合0得点

### 出場歴
- Jリーグ初出場 - 2014年3月30日 J3第4節 vsブラウブリッツ秋田（秋田市八橋運動公園球技場）
- Jリーグ初得点 - 2016年5月8日 J1.1st第11節 vs川崎フロンターレ（日立柏サッカー場）

## タイトル

### クラブ
柏レイソルU-18
- 日本クラブユースサッカー選手権(U-18)大会：1回（2012年）
- 千葉県サッカー選手権大会：1回（2012年）

柏レイソル
- スルガ銀行チャンピオンシップ：1回（2014年）

名古屋グランパス
- Jリーグカップ：1回（2021年）

### 代表
日本代表
- EAFF E-1サッカー選手権：1回（2022年）

### 個人
- J1リーグ優秀選手賞：3回（2016年、2020年、2024年）
- J1リーグベストイレブン：1回（2024年）

## 代表歴
- 国際Aマッチ初出場 - 2021年3月31日 2022 FIFAワールドカップ・アジア2次予選 vsモンゴル代表（フクダ電子アリーナ）

### 出場大会
- U-15日本代表
  - 2011年 - AFC U-16選手権2012 (予選)
- U-16日本代表
  - 2012年 - カスピアンカップ
  - 2012年 - AFC U-16選手権2012
- U-19日本代表
  - 2014年 - SBSカップ 国際ユースサッカー
  - 2014年 - AFC U-19選手権2014
- U-22日本代表
  - 2015年 - カタール・UAE遠征
- U-23日本代表
  - 2016年 - キリンチャレンジカップ
  - 2016年 - リオデジャネイロオリンピック（※バックアップメンバー）
- 日本代表
  - 2022 FIFAワールドカップ・アジア予選（2021年）
  - EAFF E-1サッカー選手権2022（2022年）

### A代表の試合数
- 国際Aマッチ 5試合 0得点（2021年 - ）

| 日本代表 | 国際Aマッチ | 国際Aマッチ |
| 年       | 出場        | 得点        |
| -------- | ----------- | ----------- |
| 2021     | 3           | 0           |
| 2022     | 2           | 0           |
| 通算     | 5           | 0           |

### 出場
| No. | 開催日        | 開催都市 | スタジアム                 | 対戦国       | 結果  | 監督   | 大会                                                            |
| --- | ------------- | -------- | -------------------------- | ------------ | ----- | ------ | --------------------------------------------------------------- |
| 1.  | 2021年3月30日 | 千葉     | フクダ電子アリーナ         | モンゴル     | ○14-0 | 森保一 | 2022 FIFAワールドカップ・アジア2次予選兼AFCアジアカップ2023予選 |
| 2.  | 2021年6月7日  | 大阪     | パナソニックスタジアム吹田 | タジキスタン | ○4-1  | 森保一 | 2022 FIFAワールドカップ・アジア2次予選兼AFCアジアカップ2023予選 |
| 3.  | 2021年6月15日 | 大阪     | パナソニックスタジアム吹田 | キルギス     | ○5-1  | 森保一 | 2022 FIFAワールドカップ・アジア2次予選兼AFCアジアカップ2023予選 |
| 4.  | 2022年7月19日 | 鹿嶋     | 茨城カシマスタジアム       | 香港         | ○6-0  | 森保一 | EAFF E-1サッカー選手権2022                                      |
| 5.  | 2022年7月24日 | 豊田     | 豊田スタジアム             | 中国         | △0-0  | 森保一 | EAFF E-1サッカー選手権2022                                      |